# هوپ (نیومکزیکو)
هوپ (به انگلیسی: Hope) یک روستا (ایالات متحده آمریکا) در ایالات متحده آمریکا است که در شهرستان ادی، نیومکزیکو واقع شده‌است.
 هوپ ۳٫۱۷ کیلومتر مربع مساحت و ۱۰۵ نفر جمعیت دارد و ۱٬۲۴۵ متر بالاتر از سطح دریا واقع شده‌است.